# FK Drina Zvornik
El FK Drina (en serbio cirílico: ФК Дрина) es un club de fútbol bosnio de la ciudad de Zvornik, en la República Srpska. Fue fundado en 1945 y disputa sus partidos como local en el Gradski stadion. El equipo juega actualmente en la Premijer Liga.

## Jugadores notables
- Rade Đokić
- Miroslav Stevanović
- Vojislav Vranjković
- Nikola Vasiljević
- Dragan Aleksić
- Dragan Mićić
- Milenko Milošević
- Aco Kostić
- Mladen Milinković
- Milenko Jovanović
- Miloje Simić
- Nenad Gajić
- Goran Divljaković
- Nikola Lazarević
- Zoran Novaković
- Svetozar Vukašinović
- Slaviša Grujić
- Darko Kikanović
- Igor Aćimović
- Danijel Ćulum
- Edin Rustemović
- Ognjen Đelmić
- Vlado Ivanović
- Dragan Ristić
- Svetozar Vukašinović
- Igor Ležajić
- Radan Muminović
- Darko Mitrović

## Entrenadores
- Miroslav Milanović
- Mladen Milinković
- Milan Gutović
- Miodrag Radović
- Darko Vojvodić

## Palmarés
- Primera Liga de la República Srpska: (2)

2009-10, 2013–14